# Lyø
Lyø es una pequeña isla de Dinamarca, localizada al sur de la gran isla de Fionia. La isla ocupa un área de 6 km² y alberga una población de 140 habitantes. A la isla se puede acceder en ferry desde Faaborg y Avernakø.

- Datos: Q1552001
- Multimedia: Lyø / Q1552001